# テレ土
『テレ土』（てれど）は、テレビ東京で毎週土曜日深夜（日曜未明）24:55 - 26:40に放送されていたバラエティ番組ゾーンのタイトルである。

## 概要
テレビ東京の土曜深夜バラエティゾーンは『喝!リベンジナイト』〜『シナモン』を放送していた25:25 - 26:40枠を2番組に分割する形で2005年4月2日（日付上は3日）に新設され、当時のタイトルは『テレ土』で、放送時間は25:25 - 26:40の2部構成だった。その後、同年10月1日からは前半枠の『やりすぎコージー』と後半枠の『上海大腕』の頭文字を取って『やりすぎ上海』に、2007年4月14日からは前半枠の『やりすぎコージー』と後半枠の『本番で〜す!』の頭文字を取って『やりすぎ本番』とタイトルが変更された。
同年10月20日より24:55 - 25:25がアニメ枠からバラエティ枠に変更されるのに伴い、24:55 - 26:40がバラエティゾーンとなり、タイトルが再び『テレ土』に変更されると同時に3部構成へ移行した。新聞の番組表にも在京局唯一タイトル名を表示している。
地上デジタルテレビジョン放送では全番組が通常画質での放送のため、両サイドに黒帯のパネルが設置されているが、『イツザイ』の開始直前と終了直後に放映される「テレ土」のタイトルはハイビジョンでの放送である。なお、『出没!アド街ック天国』の拡大放送が行われた場合、時間を繰り下げて放送する。
また『イツザイ』は、テレビ東京の深夜番組としては初となるデータ放送を実施している。在京局では日本テレビ、フジテレビ、TBS、NHKに次ぐ5番目。
2009年4月をもってテレビ東京の平日深夜枠であった『スポパラ』から変更になった『バラエティ7』に吸収された。吸収後も第1部の『イツザイ』は2009年9月26日まで、第2部の『アリケン』は2010年9月25日まで放送されたが、第3部の『本番で〜す!』は本枠終了と同時に終了した。

## 放送時間
- 2005年4月2日 - 2007年9月29日：25:25 - 26:10（前半）・26:10 - 26:40（後半）
  - テレビ東京のみ放送。
- 2007年10月6日 - 2009年3月28日：24:55 - 25:25（第1部）・25:25 - 26:10（第2部）・26:10 - 26:40（第3部）
  - テレビ東京は24:55 - 26:40に放送、TVQ九州放送は第1部で飛び降り。

## 放送された番組
太字は『バラエティ7』になってからもネットを継続した番組。
| 放送期間                       | 枠総称       | 1部          | 2部 （旧：前半） | 3部 （旧：後半） |
| ------------------------------ | ------------ | ------------ | ---------------- | ---------------- |
| 2005年4月2日 - 2005年9月24日   | テレ土       | （放送なし） | やりすぎコージー | 上海大腕         |
| 2005年10月1日 - 2007年3月31日  | やりすぎ上海 | （放送なし） | やりすぎコージー | 上海大腕         |
| 2007年4月14日 - 2007年9月29日  | やりすぎ本番 | （放送なし） | やりすぎコージー | 本番で〜す!      |
| 2007年10月6日 - 2008年10月11日 | テレ土       | イツザイ     | やりすぎコージー | 本番で〜す!      |
| 2008年10月18日 - 2009年3月28日 | テレ土       | イツザイ     | アリケン         | 本番で〜す!      |

1. ↑  2005年3月まで「スポバラ」枠で放送されていた『やりにげコージー』を改題・移動。
2. ↑  木曜25:30 - 26:00から移動・拡大

### ゴールデンタイムに昇格した番組
- やりすぎコージー（2008年10月に月曜21時枠に昇格、2010年10月に水曜22時枠に移動、2011年9月まで放送された）

### 特番
- 2007年4月7日 25:25 - 26:40 - やりすぎコージー90分SP
- 2007年8月18日 25:25 - 26:40 - 本番で〜す!90分SP（やりすぎ休止）
- 2007年10月6日 24:55 - 25:25 - うぇぶたまww復活SP!
- 2007年10月13日 24:55 - 26:10 - やりすぎコージー90分SP
- 2007年12月22日 25:25 - 26:40 - 本番で〜す!90分SP（やりすぎ休止）
- 2007年12月29日 24:30 - 25:30 - イツザイSP（やりすぎ本番休止）
- 2008年7月26日はイツザイのみ放送されたものの、25:25以降は別の番組が放送された。

## 備考
本枠の番組は、系列局や他系列局にも単独番組としてネットされ、前半→第2部はフルバージョンではなく30分の短縮版を放送していた局もあった。